# Ophelia (utwór)
Ophelia - utwór bluesowy kanadyjskiej grupy The Band. Piosenka została wydana na singlu, wraz z Hobo Jungle w 1976. Weszła ona w skład albumu Northern Lights - Suthern Cross z 1975.
Tekst piosenki utrzymany jest w tonacji ironicznej. Podmiot zauważa zniknięcie tytułowej (prawdopodobnie bliskiej Szekspirowskiemu pierwowzorowi) Ofelii. Boards on the window, mail by the door (...) Ophelia, where have you gone? (Zabite okno, list pod drzwiami - Ofelio, gdzie się podziałaś?). Domysłom ciągnącym się przez cały utwór towarzyszy jednak żywiołowa, taneczna melodia, która nie pozwala odczytywać słów inaczej niż z pewnego ironicznego dystansu. Ironię zdradzają także wstawki typu: Why do the best things always disappear (Dlaczego najlepsze rzeczy zawsze znikają), czy refren: Was it somethin' that somebody said? Honey, you know we broke the rules. Wu somebody up against the law? Honey, you know I'd die for you (Czy to dlatego, że ktoś ci coś powiedział? Kochanie, wiesz, złamaliśmy zasady. Czy to dlatego, że ktoś przekroczył prawo? Kochanie, wiesz, umarłbym za ciebie).